# 12e étape du Tour d'Italie 2014
Pour un article plus général, voir Tour d'Italie 2014.
La 12e étape du Tour d'Italie 2014 s'est déroulée le jeudi 22 mai 2014 entre Barbaresco et Barolo sous la forme d'un contre-la-montre individuel long de 42,2 km après avoir été prévu initialement sur une longueur de 41,9 km.

## Résultats

### Classement de l'étape
|    | Coureur            | Pays      | Équipe                  |    | Temps       |
| -- | ------------------ | --------- | ----------------------- | -- | ----------- |
| 1  | Rigoberto Urán     | Colombie  | Omega Pharma-Quick Step | en | 57 min 34 s |
| 2  | Diego Ulissi       | Italie    | Lampre-Merida           |    | 1 min 17 s  |
| 3  | Cadel Evans        | Australie | BMC Racing              |    | 1 min 34 s  |
| 4  | Rafał Majka        | Pologne   | Tinkoff-Saxo            |    | 1 min 39 s  |
| 5  | Gianluca Brambilla | Italie    | Omega Pharma-Quick Step |    | 1 min 53 s  |
| 6  | Wout Poels         | Pays-Bas  | Omega Pharma-Quick Step |    | 2 min 00 s  |
| 7  | Wilco Kelderman    | Pays-Bas  | Belkin                  |    | 2 min 03 s  |
| 8  | Thomas De Gendt    | Belgique  | Omega Pharma-Quick Step |    | 2 min 07 s  |
| 9  | Domenico Pozzovivo | Italie    | AG2R La Mondiale        |    | 2 min 09 s  |
| 10 | Patrick Gretsch    | Allemagne | AG2R La Mondiale        |    | 2 min 12 s  |

### Classements intermédiaires
|    | Coureur            | Pays      | Équipe                  |    | Temps       |
| -- | ------------------ | --------- | ----------------------- | -- | ----------- |
| 1  | Domenico Pozzovivo | Italie    | AG2R La Mondiale        | en | 21 min 13 s |
| 2  | Rigoberto Urán     | Colombie  | Omega Pharma-Quick Step | +  | 15 s        |
| 3  | Fabio Aru          | Italie    | Astana                  |    | 26 s        |
| 4  | Diego Ulissi       | Italie    | Lampre-Merida           |    | 27 s        |
| 5  | Wout Poels         | Pays-Bas  | Omega Pharma-Quick Step |    | 38 s        |
| 6  | Rafał Majka        | Pologne   | Tinkoff-Saxo            |    | 40 s        |
| 7  | Nairo Quintana     | Colombie  | Movistar                |    | 45 s        |
| 8  | Thomas De Gendt    | Belgique  | Omega Pharma-Quick Step |    | 50 s        |
| 9  | Cadel Evans        | Australie | BMC Racing              |    | 53 s        |
| 10 | Wilco Kelderman    | Pays-Bas  | Belkin                  |    | 56 s        |

|    | Coureur            | Pays      | Équipe                  |    | Temps       |
| -- | ------------------ | --------- | ----------------------- | -- | ----------- |
| 1  | Rigoberto Urán     | Colombie  | Omega Pharma-Quick Step | en | 35 min 12 s |
| 2  | Diego Ulissi       | Italie    | Lampre-Merida           |    | 27 s        |
| 3  | Thomas De Gendt    | Belgique  | Omega Pharma-Quick Step |    | 39 s        |
| 4  | Rafał Majka        | Pologne   | Tinkoff-Saxo            |    | 49 s        |
| 5  | Wout Poels         | Pays-Bas  | Omega Pharma-Quick Step |    | 49 s        |
| 6  | Patrick Gretsch    | Allemagne | AG2R La Mondiale        |    | 53 s        |
| 7  | Wilco Kelderman    | Pays-Bas  | Belkin                  |    | 58 s        |
| 8  | Cadel Evans        | Australie | BMC Racing              |    | 59 s        |
| 9  | Gianluca Brambilla | Italie    | Omega Pharma-Quick Step |    | 1 min 06 s  |
| 10 | Domenico Pozzovivo | Italie    | AG2R La Mondiale        |    | 1 min 07 s  |

### Points attribués
- Points attribués à l'arrivée à Barolo (km 42,2)

|    | Cycliste           | Pays      | Équipe                  | Points |
| -- | ------------------ | --------- | ----------------------- | ------ |
| 1  | Rigoberto Urán     | Colombie  | Omega Pharma-Quick Step | 15     |
| 2  | Diego Ulissi       | Italie    | Lampre-Merida           | 12     |
| 3  | Cadel Evans        | Australie | BMC Racing              | 9      |
| 4  | Rafał Majka        | Pologne   | Tinkoff-Saxo            | 7      |
| 5  | Gianluca Brambilla | Italie    | Omega Pharma-Quick Step | 6      |
| 6  | Wout Poels         | Pays-Bas  | Omega Pharma-Quick Step | 5      |
| 7  | Wilco Kelderman    | Pays-Bas  | Belkin                  | 4      |
| 8  | Thomas De Gendt    | Belgique  | Omega Pharma-Quick Step | 3      |
| 9  | Domenico Pozzovivo | Italie    | AG2R La Mondiale        | 2      |
| 10 | Patrick Gretsch    | Allemagne | AG2R La Mondiale        | 1      |

### Cols et côtes
- Côte de Boscasso, 4e catégorie (km 12,6)

|   | Cycliste           | Pays     | Équipe                  | Points |
| - | ------------------ | -------- | ----------------------- | ------ |
| 1 | Domenico Pozzovivo | Italie   | AG2R La Mondiale        | 3      |
| 2 | Rigoberto Urán     | Colombie | Omega Pharma-Quick Step | 2      |
| 3 | Fabio Aru          | Italie   | Astana                  | 1      |

## Classements à l'issue de l'étape

### Classement général
|    | Cycliste           | Pays      | Équipe                  |    | Temps            |
| -- | ------------------ | --------- | ----------------------- | -- | ---------------- |
| 1  | Rigoberto Urán     | Colombie  | Omega Pharma-Quick Step | en | 49 h 37 min 35 s |
| 2  | Cadel Evans        | Australie | BMC Racing              | +  | 37 s             |
| 3  | Rafał Majka        | Pologne   | Tinkoff-Saxo            |    | 1 min 52 s       |
| 4  | Domenico Pozzovivo | Italie    | AG2R La Mondiale        |    | 2 min 32 s       |
| 5  | Wilco Kelderman    | Pays-Bas  | Belkin                  |    | 2 min 50 s       |
| 6  | Nairo Quintana     | Colombie  | Movistar                |    | 3 min 29 s       |
| 7  | Fabio Aru          | Italie    | Astana                  |    | 3 min 37 s       |
| 8  | Wout Poels         | Pays-Bas  | Omega Pharma-Quick Step |    | 4 min 06 s       |
| 9  | Steve Morabito     | Suisse    | BMC Racing              |    | 4 min 20 s       |
| 10 | Robert Kišerlovski | Croatie   | Trek Factory Racing     |    | 4 min 41 s       |

### Classement par points
|   | Cycliste        | Pays   | Équipe              | Points |
| - | --------------- | ------ | ------------------- | ------ |
| 1 | Nacer Bouhanni  | France | FDJ.fr              | 220    |
| 2 | Giacomo Nizzolo | Italie | Trek Factory Racing | 196    |
| 3 | Roberto Ferrari | Italie | Lampre-Merida       | 156    |

### Classement du meilleur grimpeur
|   | Cycliste         | Pays     | Équipe              | Points |
| - | ---------------- | -------- | ------------------- | ------ |
| 1 | Julián Arredondo | Colombie | Trek Factory Racing | 75     |
| 2 | Diego Ulissi     | Italie   | Lampre-Merida       | 39     |
| 3 | Stefano Pirazzi  | Italie   | Bardiani CSF        | 26     |

### Classement du meilleur jeune
|   | Cycliste        | Pays     | Équipe       |    | Temps            |
| - | --------------- | -------- | ------------ | -- | ---------------- |
| 1 | Rafał Majka     | Pologne  | Tinkoff-Saxo | en | 49 h 39 min 27 s |
| 2 | Wilco Kelderman | Pays-Bas | Belkin       | +  | 58 s             |
| 3 | Nairo Quintana  | Colombie | Movistar     |    | 1 min 37 s       |

### Classements par équipes

#### Classement aux temps
|   | Équipe                  | Pays       |    | Temps             |
| - | ----------------------- | ---------- | -- | ----------------- |
| 1 | Omega Pharma-Quick Step | Belgique   | en | 148 h 11 min 05 s |
| 2 | AG2R La Mondiale        | France     | +  | 5 min 32 s        |
| 3 | BMC Racing              | États-Unis |    | 7 min 46 s        |

#### Classement aux points
|   | Équipe                  | Pays       | Points |
| - | ----------------------- | ---------- | ------ |
| 1 | Lampre-Merida           | Italie     | 209    |
| 2 | Omega Pharma-Quick Step | Belgique   | 201    |
| 3 | Trek Factory Racing     | États-Unis | 184    |

### Autres classements
|   | Cycliste       | Pays   | Équipe                       | Points |
| - | -------------- | ------ | ---------------------------- | ------ |
| 1 | Marco Bandiera | Italie | Androni Giocattoli-Venezuela | 32     |
| 2 | Andrea Fedi    | Italie | Neri Sottoli                 | 26     |
| 2 | Elia Viviani   | Italie | Cannondale                   | 19     |

|   | Cycliste        | Pays   | Équipe              | Points |
| - | --------------- | ------ | ------------------- | ------ |
| 1 | Nacer Bouhanni  | France | FDJ.fr              | 25     |
| 2 | Diego Ulissi    | Italie | Lampre-Merida       | 25     |
| 3 | Giacomo Nizzolo | Italie | Trek Factory Racing | 23     |

|   | Cycliste        | Pays   | Équipe              | Points |
| - | --------------- | ------ | ------------------- | ------ |
| 1 | Nacer Bouhanni  | France | FDJ.fr              | 14     |
| 2 | Diego Ulissi    | Italie | Lampre-Merida       | 10     |
| 3 | Giacomo Nizzolo | Italie | Trek Factory Racing | 7      |

|   | Cycliste           | Pays     | Équipe                       | Points |
| - | ------------------ | -------- | ---------------------------- | ------ |
| 1 | Andrea Fedi        | Italie   | Neri Sottoli                 | 608    |
| 2 | Marco Bandiera     | Italie   | Androni Giocattoli-Venezuela | 504    |
| 3 | Maarten Tjallingii | Pays-Bas | Belkin                       | 391    |

| \| \| Cycliste \| Pays \| Équipe \| Points \| \| - \| ---------------- \| ------ \| ------------- \| ------ \| \| 1 \| Diego Ulissi \| Italie \| Lampre-Merida \| 12 \| \| 2 \| Nacer Bouhanni \| France \| FDJ.fr \| 12 \| \| 3 \| Enrico Battaglin \| Italie \| Bardiani CSF \| 8 \| |                  |        |               |        |
| | Cycliste         | Pays   | Équipe        | Points |
| 1 | Diego Ulissi     | Italie | Lampre-Merida | 12     |
| 2 | Nacer Bouhanni   | France | FDJ.fr        | 12     |
| 3 | Enrico Battaglin | Italie | Bardiani CSF  | 8      |

## Abandons
- Tobias Ludvigsson (Giant-Shimano) : abandon sur chute
- Chris Anker Sørensen (Tinkoff-Saxo) : non partant à la suite d'une chute de la veille